# Szabolcs Papp
Szabolcs Papp (* 30. Juni 1982 in Sighișoara) ist ein ehemaliger rumänischer Eishockeyspieler, der den Großteil seiner Karriere beim HSC Csíkszereda aus Miercurea Ciuc unter Vertrag stand.

## Karriere

### Club
Szabolcs Papp, der der ungarischsprachigen Minderheit der Szekler in Rumänien angehört, spielt seit Beginn seiner Karriere beim HSC Csíkszereda. Mit dem Club aus Miercurea Ciuc gewann er 2004, 2007, 2008, 2010, 2011 und 2013 den rumänischen Meistertitel. Von 2006 bis 2008 spielte er mit seiner Mannschaft parallel auch in der Ungarischen Eishockeyliga und seit 2008 in der damals neugeschaffenen MOL Liga. Diese länderübergreifende Spielserie mit Mannschaften aus Ungarn und Rumänien und seit 2012 auch einer Mannschaft aus der Slowakei konnte er MOL Liga 2010/11 gewinnen. In den Jahren 2007, 2008, 2010 und 2011 gelang Papp mit dem HSC Csíkszereda schließlich auch der Gewinn des rumänischen Eishockeypokals. Anfang 2015 wechselte er kurzzeitig zum CSM Dunărea Galați, bei dem er die Saison beendete und mit dem er dessen ersten nationalen Titelgewinn feiern konnte. Anschließend kehrte er zum HSC Csíkszereda zurück, mit dem er 2018 erneut rumänischer Meister und Pokalsieger wurde. 2020, 2021 und 2022 gewann er mit dem Klub die Erste Liga und 2022 erneut auch die rumänische Meisterschaft. Anschließend beendete er seine Karriere.

### International
Papp spielt international im Gegensatz zu anderen Szeklern, die für Ungarn antreten, für sein Geburtsland Rumänien. Bereits im Juniorenbereich war er bei Weltmeisterschaften aktiv. Sein Debüt in der Herren-Nationalmannschaft gab er bei den Weltmeisterschaften der Division I 2003 und erreichte mit seinem Team beim in Budapest ausgetragenen Turnier der Gruppe A durch einen 3:1-Erfolg im entscheidenden letzten Spiel gegen Litauen den Klassenerhalt. Auch 2004 und 2005 spielte er für Rumänien in der Division I, konnte mit seiner Mannschaft 2005 aber den Abstieg nicht verhindern. Bereits bei der WM 2006 gelang den Rumänen der Titelgewinn in der Division II und damit der umgehende Wiederaufstieg. So nahm er bei den Weltmeisterschaften 2007 und 2009 wieder an der Division I teil. Nach dem erneuten Abstieg 2009 stand er 2010 und 2011, als wiederum der Aufstieg gelang und er nicht nur die beste Plus/Minus-Bilanz erreichte, sondern auch zum besten Verteidiger des Turniers gewählt wurde, für seine Farben in der Division II auf dem Eis. 2012 und 2013 spielte er sodann mit den Rumänen erneut in der Division I. Nachdem die Rumänen 2014 ohne Papp aus der Division I abgestiegen waren, führte er sie bei der Weltmeisterschaft 2015 als Kapitän zum sofortigen Wiederaufstieg. Aber auch 2016 konnte er sich mit seinem Team nicht in der Division I halten.
Zudem spielte er für Rumänien bei den Qualifikationsturnieren für die Olympischen Winterspiele 2014 in Sotschi und 2018 in Pyeongchang.

## Erfolge
- 2004 Rumänischer Meister mit dem HSC Csíkszereda
- 2006 Aufstieg in die Division I bei der Weltmeisterschaft der Division II, Gruppe A
- 2007 Rumänischer Meister mit dem HSC Csíkszereda
- 2007 Rumänischer Pokalsieger mit dem HSC Csíkszereda
- 2008 Rumänischer Meister mit dem HSC Csíkszereda
- 2008 Rumänischer Pokalsieger mit dem HSC Csíkszereda
- 2009 Sieger der MOL Liga mit dem HSC Csíkszereda
- 2010 Rumänischer Meister mit dem HSC Csíkszereda
- 2010 Rumänischer Pokalsieger mit dem HSC Csíkszereda
- 2011 Rumänischer Meister mit dem HSC Csíkszereda
- 2011 Rumänischer Pokalsieger mit dem HSC Csíkszereda
- 2011 Sieger der MOL Liga mit dem HSC Csíkszereda
- 2011 Aufstieg in die Division I bei der Weltmeisterschaft der Division II, Gruppe B
- 2011 Bester Verteidiger und beste Plus/Minus-Bilanz der Weltmeisterschaft der Division II, Gruppe B
- 2012 Rumänischer Meister mit dem HSC Csíkszereda
- 2013 Rumänischer Meister mit dem HSC Csíkszereda
- 2015 Rumänischer Meister mit dem CSM Dunărea Galați
- 2015 Aufstieg in die Division I, Gruppe B, bei der Weltmeisterschaft der Division II, Gruppe A
- 2018 Rumänischer Meister mit dem HSC Csíkszereda
- 2018 Rumänischer Pokalsieger mit dem HSC Csíkszereda
- 2020 Gewinn der Ersten Liga mit dem HSC Csíkszereda
- 2021 Gewinn der Ersten Liga mit dem HSC Csíkszereda
- 2022 Gewinn der Ersten Liga und rumänischer Meister mit dem HSC Csíkszereda

## MOL/Erste Liga-Statistik
(Stand: Ende der Saison 2021/22)